# Sickert, Haut-Rhin
Sickert là một xã ở tỉnh Haut-Rhin trong vùng Grand Est ở đông bắc Pháp. Xã này có diện tích 5,12 kilômét vuông, dân số năm 1999 là 334người. Khu vực này có độ cao 425 mét trên mực nước biển.